# Julius Albert Krug

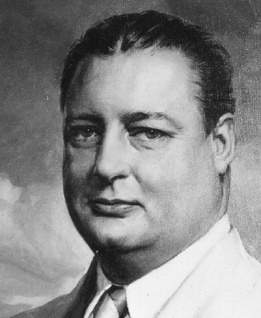
Julius Albert Krug

Julius Albert Krug (* 23. November 1907 in Madison, Wisconsin; † 26. März 1970 in Knoxville, Tennessee) war ein US-amerikanischer Wirtschaftsmanager, Politiker und Innenminister.

## Leben
Nach Beendigung der Madison Central High School studierte er von 1925 bis 1929 an der University of Wisconsin und schloss dieses Studium mit einem Bachelor of Arts (B.A.) ab. Ein anschließendes Postgraduiertenstudium an der University of Wisconsin beendete er 1930 mit einem Master of Arts (M.A.).
Nach Tätigkeiten bei der Tennessee Valley Authority (TVA) und als stellvertretender Vorsitzender der Behörde für Kriegsproduktion (War Production Board) von 1943 bis 1944 leistete er zwischen 1944 und 1945 seinen Militärdienst bei der US Navy. Zugleich war er von 1944 bis 1945 Vorsitzender des War Production Board.
Am 18. März 1946 wurde er von US-Präsident Harry S. Truman zum Innenminister (US Secretary of the Interior) in dessen Kabinett berufen. Diesem gehörte er bis zum 1. Dezember 1949 an.
Später war er als Manager in der Privatwirtschaft tätig. Nach seinem Tod wurde er auf dem Nationalfriedhof Arlington beigesetzt.